# فيكتور روخيليو راموس
فيكتور روخيليو راموس (بالإسبانية: Víctor Rogelio Ramos)‏ (4 سبتمبر 1958 في الأرجنتين - ) هو لاعب كرة قدم أرجنتيني في مركز الهجوم. شارك مع منتخب الأرجنتين لكرة القدم. أما مع النوادي، فقد لعب مع نادي تولون ونادي نانت ونويفا شيكاجو ونيولز أولد بويز ويونيون دي سانتا في.

## وصلات خارجية
- فيكتور روخيليو راموس على موقع قاعدة بيانات كرة القدم.إي يو (الإنجليزية)
- فيكتور روخيليو راموس على موقع ناشيونال فوتبول تيمز (الإنجليزية)
- فيكتور روخيليو راموس على موقع عالم كرة القدم.نت (الإنجليزية)